# MTV Unplugged (альбом Кэти Перри)
| Оценки критиков      | Оценки критиков |
| Источник             | Оценка          |
| -------------------- | --------------- |
| AllMusic             | [ 1 ]           |
| Blogcritics          | Positive        |
| Idolator             | Mixed           |
| Entertainment Weekly | D               |
| The Washington Post  | Positive        |

MTV Unplugged — первый концертный альбом американской певицы Кэти Перри, вышедший 17 ноября 2009 года на Capitol Records в США.

## Об альбоме
Два диска CD/DVD включают в себя песни в исполнении Перри на MTV с 22 июля 2009 года, в Нью-Йорке в рамках серии MTV Unplugged. На альбоме присутствуют хитовые песни Кэти, такие как «I Kissed a Girl», «Waking Up in Vegas», «Thinking of You», а также две совершенно новые песни Перри «Hackensack» и «Brick by Brick». На DVD также представлены эксклюзивные интервью и кадры.
MTV Unplugged был впервые выпущен в Швейцарии и США, соответственно, в CD/DVD и цифровом формате 13 ноября 2009 года. Избранные песни и интервью из EP были показаны три дня спустя во время утреннего блока AMTV на канале MTV. Физическое издание было выпущено в США и Франции 17 ноября 2009 года. Полная видеозапись была опубликована 27 ноября на официальном сайте MTV, а телевизионная премьера состоялась в 21:00 того же дня на канале высокой четкости Palladia, который показывали в полночь. В Бразилии набор был выпущен в формате DVD/CD (а не CD/DVD как в США), упакованный в специальный футляр для хранения. Японский релиз, также на DVD/CD, появился почти год спустя, 24 ноября 2010 года. Альбом дебютировал на 168-м месте в американском основном хит-параде Billboard 200, но уже на следующую неделю выпал из чарта. К августу 2020 года было продано 63 тыс. копий в США. Он дебютировал на 192-м месте в French Albums Chart, и на 82-м месте в Swiss Albums Chart.

## Отзывы
Альбом получил смешанные отзывы музыкальной критики и интернет-изданий.
Редактор AllMusic Стивен Томас Эрлевайн поставил альбому три звезды из пяти, и, хотя и похвалил Кэти за то, что она трудолюбивая музыкальная исполнительница и «казалась здесь более симпатичной, чем во время своего дебюта», но он отметил, что она в ходе выступления недостатки были «усилены». Сахар из Blogcritics был более позитивен в отношении сета, написав, что, хотя Перри не была «лучшей певицей», она компенсировала это «броскостью и … очаровательностью». Участник был более негативен в отношении акустической версии «I Kissed a Girl» и того факта, что MTV вырезало части из видеозаписи: «Я бы хотел, чтобы MTV заставило Кэти Перри вступить в незашифрованный диалог с присутствующими фанатами, снимите всё это и поместите на DVD — тогда у вас действительно будет что-то unplugged. Ибо как вы можете по-настоящему узнать артиста, если мы не видим таких взаимодействий?». Бекки Бэйн с веб-сайта Idolator отдала предпочтение живому голосу Перри и её естественной подаче, хотя она неоднозначно относилась к решению придать песням акустическую обработку. Далее она пришла к выводу, что версии песен Перри «MTV Unplugged» не могут заменить их «глянцевые оригиналы». Саймон Возик-Левинсон из Entertainment Weekly поставил концертному альбому двойку, заявив, что «урезанная обработка „MTV Unplugged“ не способствует воющему голосу Перри», и что «эти песни не выглядят цельными, чтобы быть самодостаточными без множества глянцевых обработок [оригинала]». Кэтрин Льюис из Washington Post похвалила Перри за «перевод её более шумных номеров в акустический формат» и написала, что альбом «определенно был шагом в хорошем — и неожиданном — направлении».

## Список композиций
По данным iTunes Store.
| №  | Название             | Длительность |
| -- | -------------------- | ------------ |
| 1. | «I Kissed a Girl»    | 4:12         |
| 2. | «Ur So Gay»          | 4:26         |
| 3. | «Hackensack»         | 3:04         |
| 4. | «Thinking of You»    | 4:41         |
| 5. | «Lost»               | 5:01         |
| 6. | «Waking Up in Vegas» | 3:33         |
| 7. | «Brick by Brick»     | 4:39         |

## Чарты
| Чарт (2009)                     | Высшая позиция |
| ------------------------------- | -------------- |
| Франция (SNEP)                  | 192            |
| Швейцария (Schweizer Hitparade) | 82             |
| США (Billboard 200)             | 168            |